# الحاجة أم الاختراع

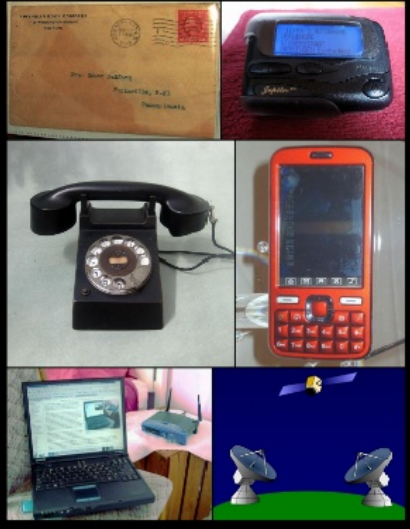
الحاجة إلى التواصل أدت إلى إنشاء وتطور وسائل الاتصال

الحاجة أم الاختراع (بالإنجليزية: Necessity is the mother of invention)‏ هو مثل ذو اصل إنجليزي ويعني، أن القوة الدافعة الرئيسية لمعظم الاختراعات الجديدة هي الحاجة.